# 山下純
山下 純（やました じゅん、1977年6月14日 - ）は、日本のスタントウーマン、スーツアクトレス。愛知県名古屋市出身。夫はスタントマンの岩上弘数。

## 人物
高校在学中にアクションチームに入る。山下によれば「中学卒業と同時にアルバイト先を探していたが見つからず、最後に行き着いたのがヒーローショーチームだった」と述べている。チームが東京での活動を開始したことから、1999年に上京し東映の作品を中心に活動。東映の現場で後に夫となる岩上弘数と知り合う。
2004年にBOSの創立に参加。2005年、岩上が『パワーレンジャー・S.P.D.』の撮影に参加するため、ニュージーランドに渡った際に自身もワーキング・ホリデーを利用してニュージーランドに渡り、同作の中盤から撮影に参加。
ニュージーランドに渡った理由として、「パワーレンジャー」シリーズの製作総指揮である坂本浩一が同シリーズの現場にスタントウーマンが足りないという趣旨の発言をしていたことを岩上から聞き、「ダメ元で行ってみるか」と思ったと述べている。

## 出演作品

### テレビドラマ
- 百獣戦隊ガオレンジャー（2001年） - 装甲ツエツエ[6]
- 忍風戦隊ハリケンジャー（2002年）
- 幻星神ジャスティライザー（2004年 - 2005年） - ドクターゾラ、バスキ
- パワーレンジャー・S.P.D. Power Rangers S.P.D（2005年）
- パワーレンジャー・ミスティックフォース Power Rangers Mystic Force（2006年） - ピンクレンジャー、ホワイトレンジャー
- パワーレンジャー・オペレーション・オーバードライブ Power Rangers Operation Overdrive（2007年） - イエローレンジャー
- 獣拳戦隊ゲキレンジャー(（2007年） - スタント：NZユニット
- パワーレンジャー・RPM Power Rangers R.P.M（2009年） - レンジャーオペレーターシリーズイエロー
- パワーレンジャー SAMURAI Power Rangers Samurai（2011年）

### 映画
- 大怪獣バトル ウルトラ銀河伝説 THE MOVIE（2009年） - ウルトラの母[7]、ユリアン、ウルトラウーマンベス

### テレビ映画
- カンフー・プリンセス・ウェンディー・ウー Wendy Wu: Homecoming Warrior（2006年） - スタントダブル（エレン・ウォグロム）